# ثاد جونز
ثاديوس جوزيف جونز (بالإنجليزية: Thad Jones)‏ (28 مارس 1923 - 20 أغسطس 1986) عازفً بوق وملحنً وقائد فرقة موسيقى الجاز الأمريكية والذي أطلق عليه «أحد أعظم عازفي البوق المنفردين في الجاز.»

## نشأته
وُلد ثاد جونز في بونتياك بولاية ميشيغان في 28 مارس 1923 لأبوين هنري وأوليفيا جونز ، عائلة موسيقية مكونة من 10 أفراد (كان الأخ الأكبر عازف البيانو هانك جونز والأخ الأصغر كان عازف الطبول إلفين جونز). بدأ ثاد ، الموسيقي الذي علم نفسه بنفسه ، الأداء بشكل احترافي في سن السادسة عشرة. خدم في فرق الجيش الأمريكي خلال الحرب العالمية الثانية (1943-1946).